# Tanluan
Tanluan (ch. trad. : 曇鸞 ; py : Tánluán ; jap. : 曇鸞 (Donran)), (476–542), est un moine bouddhiste chinois. Il est à l'origine du courant de la Terre pure tel que le développera plus tard en Chine le moine Shandao (613-681). Il a composé un  commentaire essentiel du Traité sur la Terre pure du grand auteur gandharais Vasubandhu (IVe siècle).
L'école du Jōdo shinshū fait de lui son troisième patriarche.

## Vie et œuvre
Tanluan naquit près du célèbre centre monastique des Wutaishan (province de Shanxi). Il devint moine à un jeune âge, et il étudia le Mahâsamnipâta Sûtra (en) et fut d'abord un maître du Mâdhyamika. Après être tombé malade, il se tourna vers le taoïsme, se mettant à la recherche d'un alchimiste taoïste réputé, à même de donner un enseignement sur l'immortalité et de lui transmettre des textes permettant de trouver l'élixir de longue vie,,.
Cependant, alors qu'il avait reçu un texte d'un maître taoïste et qu'il retournait chez lui, il rencontra Bodhiruci, un moine et traducteur bouddhiste indien, auquel il demanda s'il y avait dans le bouddhisme indien des sûtras qui seraient supérieurs aux textes des taoïstes pour gagner l'immortalité. À quoi Bodhiruci répondit qu'il était impossible de trouver ce secret dans les textes taoïstes — à même au mieux de prolonger quelque peu la vie, sans que l'on puisse cependant échapper à la mort. Mais il ajouta qu'il existait une formule supérieure, à savoir les enseignements et les textes de la Terre pure, et il lui donna une copie du Sūtra des contemplations du Bouddha Vie-Infinie selon lequel, tous les êtres peuvent renaître dans la Terre pure d’Amitābha au moyen de la récitation sincère du nom de ce bouddha (nianfo ou nembutsu en japonais).
Tanluan adhéra à ces enseignements, et sa conversion eut lieu vers 530, bien qu'on puisse tout de même se demander à quel point elle marqua la fin de l'intérêt pour le taoïsme chez Tanluan, car on trouve son nom dans des bibliographies anciennes du taoïsme, ainsi que la recherche relève des thèmes taoïstes même dans ses œuvres bouddhiques tardives.
La date en général retenue pour sa mort est 542. Cependant, Bernard Frank note que selon certaines sources, il serait mort après 554.

## Tanluan et la Terre pure
Tanluan a composé un ouvrage très important, intitulé Wangsheng lun zhu ( chin. 往生論註 ) — « Commentaire sur le Traité de la Terre pure », un commentaire influent du Wangsheng lun (« Traité de la Terre pure ») de Vasubandhu qui avait également été traduit par Bodhiruci. Le commentaire de Tanluan n'est pas la simple reprise des enseignements du Wangsheng lun de Vasubandhu. Tanluan y présente en fait sa propre compréhension de la pratique de la Terre pure, et défend l'idée que le bouddhisme de la Terre pure est un chemin particulier de développement spirituel, distinct du chemin traditionnel de la pratique du bodhisattva.
En outre, il introduit dans cet ouvrage une distinction qui deviendra centrale dans le bouddhisme de la Terre pure sino-japonais : celle entre le chemin de la « pratique difficile » et celui de la « pratique facile »,.
Toutefois et bien qu'il ait été un pionnier important de la pensée de la Terre pure chinoise et qu'il n'ait pas ménagé ses efforts pour en diffuser la doctrine et les pratiques, ce n'est que dans la seconde moitié du VIe siècle, plusieurs décennies après sa mort, que la dévotion à Amida et les pratiques pour la renaissance dans sa Terre pure se répandirent en Chine. Un de ses principaux successeurs fut Daochuo (562–645) — il fut en quelque sorte le disciple posthume de Tanluan, se convertissant à la Terre pure après avoir lu l'épitaphe de celui-ci — qui systématisa et popularisa l'approche innovative de Tanluan,.